# Председничка кампања Камале Харис 2024.
Председничка кампања Камале Харис 2024. године је била кандидатура Камале Харис, 49. и актуелне потпредседнице Сједињених Америчких Држава за председника САД. Кампању је започела 21. јула 2024, након што је актуелни председник Џо Бајден повукао своју понуду за реизбор и раније истог дана подржао њу. Харис је постала званични кандидат Демократске странке 5. августа након виртуелног прозивног гласања; изабрала је гувернера Минесоте Тима Волза за свог потпредседника следећег дана Харис је први кандидат који није учествовао на председничким изборима од потпредседника Хуберта Хамфрија 1968. То је била и најкраћа председничка кампања на општим изборима у историји, која је трајала само 107 дана.
Харис је постала истакнута 2016. током своје кампање за Сенат Сједињених Држава. Постала је шира позната када је тражила номинацију странке за председничке изборе 2020, али се повукла из трке 2019, наводећи као разлог недостатак средстава. Подржала је Џоа Бајдена и изабрана је за његову кандидатуру 2020. године. Након што су Бајден и Харис победили на општим изборима, постала је прва жена потпредседница Сједињених Држава након инаугурације 2021. године.
Харис је на председничким изборима 5. новембра поражена од стране свог републиканског противкандидата Доналда Трампа.